# Eleocharis tuvinica
Eleocharis tuvinica är en halvgräsart som beskrevs av Bubnova. Eleocharis tuvinica ingår i släktet småsäv, och familjen halvgräs. Inga underarter finns listade i Catalogue of Life.